# Harvard (Illinois)
Harvard város az USA Illinois államában, McHenry megyében. Lakosainak száma 9469 fő (2020. április 1.).

## Népesség
A település népességének változása:

| 2010 | 9 447 |
| 2020 | 9 469 |